# 10cm-temperatuur
De 10cm-temperatuur, onofficieel: grastemperatuur of veelgebruikt maar foutief: grondtemperatuur is een meteorologische term. Onder 10cm-temperatuur wordt de actuele temperatuur verstaan die 10 centimeter boven een met kort gras begroeide aardkorst gemeten wordt. De 10cm-temperatuur is bijvoorbeeld van groot belang voor agrariërs. Wanneer het op normale meethoogte niet vriest maar op 10cm-temperatuurhoogte wel, kunnen gewassen verloren gaan doordat ze doodvriezen.

## Verschil met luchttemperatuur
De 10cm-temperatuur geniet een grotere dagelijkse gang dan de reguliere luchttemperatuur die op anderhalve meter boven het aardoppervlak gemeten wordt. Afhankelijk van de grondsoort, heeft het aardoppervlak zelf, door zonnewarmte overdag en uitstraling in de nacht, een grote dagelijkse gang van de temperatuur. Op warmere dagen is de grondtemperatuur hoger dan de huttemperatuur op twee meter, terwijl dat op koude dagen juist andersom is. Zo warmt de zon in de zomer het grondoppervlak op, en dus ook indirect de lucht daarboven, die dan warmer wordt dan de hogere lucht.